# Steuersplitting III
| Fallbezeichnung:               | Verfassungsbeschwerden gegen Entscheidungen von Finanzgerichten |
| Geschäftszeichen / Fundstelle: | 1 BvR 620/78, 1335/78, 1104/79 und 363/80 – BVerfGE 61, 319     |

| Benda, Böhmer, Simon, Faller, Hesse, Katzenstein, Niemeyer, Heußnerv |

| keine |

Als Steuersplitting III (auch Ehegattensplitting-Urteil) wird die Entscheidung des Bundesverfassungsgerichts bezeichnet, die ein Ehegattensplitting als verfassungsgemäß und kompensatorisch unerlässlich bestätigt, solange der Gesetzgeber an einer Einkommensteuer mit der Kombination aus Zusammenveranlagung und progressivem Steuersatz festhält.
Der Gesetzgeber ist laut dieser Entscheidung nicht gezwungen, das Splitting auf allein erziehende Eltern (verwitwet, geschiedenen, getrennt lebend, unverheiratet) auszudehnen. Er muss jedoch genauso Teile ihres Einkommens belastungsfrei stellen, die für die Kinderbetreuung bestimmt sind, da dieses Einkommen nur einmal ausgegeben werden kann. Der Einkommensteuer-Tarif ist verfassungswidrig, solange diese Elterngruppe bei Berücksichtigung anderer Besteuerungsinstrumente nicht hinreichend entlastet wird.

## Detailaussagen
- Das Splittingverfahren entspricht dem Grundsatz der Besteuerung nach der Leistungsfähigkeit. Es geht davon aus, dass zusammenlebende Eheleute eine Gemeinschaft des Erwerbs und Verbrauchs bilden, in der ein Ehegatte an den Einkünften und Lasten des anderen wirtschaftlich jeweils zur Hälfte teilhat[1] sowie die Stellungnahme der Bundesregierung in diesem Verfahren. Damit knüpft das Splitting an die wirtschaftliche Realität der intakten Durchschnittsehe an, in der ein Transfer steuerlicher Leistungsfähigkeit zwischen den Partnern stattfindet.[2][3]
- Wenn allein erziehende Eltern einer Berufstätigkeit nachgehen müssen und deshalb ihre Kinder selbst nicht betreuen können, sind sie gezwungen, die Kinder weitgehend durch Dritte gegen Bezahlung betreuen zu lassen. Derartige Aufwendungen stellen keine freie Einkommensverwendung dar. Sie verringern, da sie zwangsläufig sind, das verfügbare Einkommen des Steuerpflichtigen und vermindern somit seine wirtschaftliche Leistungsfähigkeit. Diesem Umstand trägt die Steuergesetzgebung nicht ausreichend Rechnung.[4]
- Für die schärfere Besteuerung von Alleinstehenden mit Kindern, welche die durch berufsbedingte erhöhte Betreuungskosten verursachte Minderung der Leistungsfähigkeit außer Betracht lässt, sind sachliche Rechtfertigungsgründe nicht gegeben. Deshalb führt diese Verletzung des Grundsatzes der Besteuerung nach der Leistungsfähigkeit zu einem Eingriff, der einen Verstoß gegen die Steuergerechtigkeit darstellt und demgemäß mit Art. 3 Abs. 1 in Verbindung mit Art. 6 Abs. 1 GG unvereinbar ist. Dies wird noch deutlicher, wenn die Besteuerung kinderloser Ehepaare zum Vergleich herangezogen wird. Diese werden nach dem Splittingtarif veranlagt, haben aber keinerlei Leistungen oder Aufwendungen für Kinder zu erbringen.[5]
- Wie die Verfassungswidrigkeit der Besteuerung von Alleinstehenden mit Kindern zu beseitigen ist, hat der Gesetzgeber zu entscheiden:
  - Er kann den Mangel im Steuerrecht selbst beheben. Er hat aber grundsätzlich auch die Wahl, Umstände, welche die Leistungsfähigkeit mindern, im Steuerrecht nicht oder nur am Rande zu berücksichtigen und sie stattdessen als förderungswürdigen sozialrechtlichen Tatbestand zu definieren. Die Berücksichtigung der verminderten Leistungsfähigkeit ist dann insoweit aus dem Steuerrecht ausgegliedert und als Förderungsaufgabe dem Sozialrecht zugewiesen, wie es zum Beispiel bei der Ersetzung der steuerlichen Kinderfreibeträge durch das Kindergeld erfolgt ist[6]. Geschieht dies, ist bei der Festsetzung der Sozialleistung oder bei deren Änderung die im Steuerrecht vernachlässigte wirtschaftliche Leistungsfähigkeit zu beachten.
  - Entscheidet sich der Gesetzgeber dafür, der bei Alleinerziehenden gebotenen Berücksichtigung von Kinderbetreuungskosten durch eine steuerliche Regelung Rechnung zu tragen, so erfordert das Gebot der Besteuerung nach der Leistungsfähigkeit es grundsätzlich, Aufwendungen, die Alleinerziehende für die Betreuung ihrer Kinder erbringen müssen, soweit sie zwangsläufig sind,[7] in der tatsächlich entstandenen Höhe steuerlich als Minderung des Einkommens zu berücksichtigen.
  - Um einen Verstoß gegen die Steuergerechtigkeit (Art. 3 Abs. 1 GG) und das Schutzgebot für die Ehe (Art. 6 Abs. 1 GG) auszuschließen, darf die zu treffende gesetzliche Neuregelung Alleinerziehende steuerlich nicht besser stellen als Ehepaare mit Kindern.
  - Unbenommen bleiben dem Gesetzgeber andere Lösungen zur Besteuerung der Alleinerziehenden[8] oder zur Neuregelung der Familienbesteuerung, für die sich zum Beispiel die Bayerische Staatsregierung (familienbezogenes Teilsplitting) und die Regierung des Landes Rheinland-Pfalz ausgesprochen haben oder die im Schrifttum vorgeschlagen worden sind[9].